# Mosquée de Suzi Çelebi
La mosquée de Suzi Çelebi (en albanais : Xhamia e Suzi Çelebiut ; en serbe cyrillique : Сузи Челебија џамија ; en serbe latin : Suzi Čelebija džamija) est une mosquée ottomane située dans la ville de Prizren, au Kosovo. Elle a été construite au XVIe siècle. Elle est proposée pour une inscription sur la liste des monuments culturels du Kosovo.

## Présentation
La mosquée de Suzi Çelebi, également connue sous le nom de mosquée Sozi par les habitants de Prizren, est considérée comme l'un des lieux de culte musulman les plus anciens de la ville. Elle a été construite en 1513 par Suzi Çelebi (mort en 1524), un lettré et un poète, dans le cadre d'un waqf (une donation) ; Çelebi a également fait construire un mejtep (une école), une bibliothèque considérée comme la plus ancienne du Kosovo, une fontaine et un pont dans le quartier de Suzi. L'œuvre poétique la plus populaire de Suzi Çelebi est la Gazavetnameja.
Une rénovation de la mosquée de Sozi ainsi que la construction du minaret seraient dues à Ymer Bey. La mosquée a été totalement restaurée dans les années 1990.